# Animal ДжаZ (альбом)
«Animal ДжаZ» — девятый студийный альбом питерской группы «Animal ДжаZ», вышедший в 2011 году.

## Об альбоме
Шестой по счету электро-альбом группы. Песни «Вера и свастика», «Токсикоз» и «2010» вышли на макси-сингле в 2010 году. На песни «2010», «Космос» и «Суббота, 6 утра» были сняты клипы. Альбом вышел ограниченным тиражом, в виде книги с постером группы и текстами песен. Каждый диск пронумерован.
Михалыч об альбоме:

...эклектика. Чудовищная. Типичная для Animal ДжаZ. Всё, что мы обычно делаем, есть в этом альбоме. Песня начинается с одного стиля музыки, в куплете он перетекает во второй, совершенно не связанный с первым, в припеве - в третий, потом опять куплет-припев, а во что это всё выльется к окончанию композиции, никто вообще не знает.— Интервью Михалыча Елене Михеевой

## Список композиций
| №   | Название          | Длительность |
| --- | ----------------- | ------------ |
| 1.  | «Интро»           | 2:24         |
| 2.  | «Моя любовь меня» | 4:28         |
| 3.  | «Космос»          | 6:45         |
| 4.  | «Выбирай»         | 3:46         |
| 5.  | «2010»            | 4:33         |
| 6.  | «Суббота, 6 утра» | 5:00         |
| 7.  | «Может»           | 3:12         |
| 8.  | «Вера и свастика» | 4:51         |
| 9.  | «Гиена»           | 3:24         |
| 10. | «Поп»             | 3:58         |
| 11. | «Токсикоз»        | 3:59         |
| 12. | «Осень 2010»      | 5:04         |
| 13. | «Падать вверх»    | 6:42         |